# 对微软的批评
对微软的批评围绕着其产品和商业运作等各个方面。軟體的易用性、稳定性以及软件安全问题是受到批评的共同目标。
踏入21世纪，Microsoft Windows和其他程序的安全漏洞成了一些恶意軟體事故中的目标。微软还被指责在产品中锁定代理商和消费者，軟體没有遵循现行标准。Linux和Windows的总体拥有成本比较也是长期的争议点。
公司一直是政府和其他企业众多反托拉斯诉讼的中心。2004年，欧盟裁定微软在欧盟微软竞争案中罪名成立。此外，Microsoft程序的最终用户许可协议经常被批评过于严格。

## 垄断
微軟的Windows產品壟斷桌面電腦作業系統市場。持此看法的人指出，幾乎所有市場上出售的個人電腦都預裝有微軟的Windows作業系統。
一些觀察家聲稱，微軟作為一個壟斷企業令其競爭對手處境窘困：
- 一方面，競爭對手不願意承認微軟的壟斷地位。因為在一個被壟斷的市場，只有一家產品或服務的提供商。因此對競爭對手而言，將微軟稱為壟斷者會將自己置於一個失敗者的境地：這樣做等於是否定了自己的存在，或否定了自己能夠生存、競爭的能力。
- 另一方面，競爭對手又希望將微軟比作壟斷企業，因為這樣做會給自己帶來好處。首先，這有可能導致市場管理者（政府）的介入。其次，被看作是「落水狗」的微軟競爭對手有可能在公共關係上取勝，以刺激銷售。

無論微軟是否是壟斷企業，我們可以肯定的是：
- 在多數微型電腦软件市場，微軟是主導企業。
- 這種主導引發很多的不滿。
- 這種不滿不僅僅只存在於競爭對手中間。

### 微软的垄断地位
有人批评微软试图利用其在桌上电脑作業系統市場上的壟斷地位來擴大其在其他市場上的市場份額，例如网页浏览器（Internet Explorer）、作業系統（Windows NT）伺服器作業系統（Windows NT Server）、辦公室套裝軟體（Microsoft Office），多媒體播放軟體（Windows Media Player）。
在微軟將IE直接附加在Windows作業系統上後，微軟在瀏覽器獲得了非常大的佔有率。正是由於這種行為，微軟被美國聯邦法庭裁定濫用其在美國的作業系統市場的主導優勢。（詳情參見美國訴微軟案）。
面對這些指控中，微軟認為它只是在滿足客戶需求，提供給Windows使用者免費的瀏覽器（IE）。
也有人批評微軟的商業策略是「擁抱再擴充」（embrace and extend）策略。批評者認為微軟試圖在開放、已確立的標準之上加入專利功能，最終達到利用其市場優勢來控制「擴充」的標準。有些人將這種策略稱之為「擁抱、擴充再消滅」（embrace, extend and extinguish）。
2004年3月，微軟公司因違反歐盟公平競爭法，被歐盟委員會要求向競爭對手提供包括Windows操作系统源代码在内的必要技術資訊，并被处近5亿欧元的罚款，创下欧盟罚款的最高纪录。
2006年4月24日，歐洲初審法院正式開庭審理微軟公司與歐盟委員會在軟體市場上的爭端。
2007年9月17日，歐洲初審法院裁定，維持歐盟委員會對微軟公司做出的反壟斷處罰決定。
2008年2月，微軟因未能執行2004年歐盟的反壟斷裁決，被歐盟處以8.99億歐元罰款。至此，歐盟已經以違反反壟斷法和未執行反壟斷裁決為名對微軟處以總計16.8億歐元的罰款。微軟也是第一個因不合作態度而被處罰的公司。

#### 中國大陸
微軟在中國大陸也遭到有人舉報涉嫌壟斷行為，並提出10億美元的索賠。舉報人在舉報信中說「微軟的全球統一價策略和在作業系統捆綁應用軟件的做法違反了《中華人民共和國反壟斷法》」，但中國國家發改委並未受理。

微軟（中國）有限公司董事長張亞勤接受《第一財經日報》獨家專訪時就《反壟斷法》表態：
「由於微軟大部分以非正版方式存在，正版產品市場佔有率很小，因此微軟在中國構成壟斷的前提不存在。」
在一些調查中顯示中國網民使用過番茄花園或類似的修改版作業系統的比例有六成之多，使用原版XP的網民不足一成。
2014年7月28日，中国国家工商行政管理总局组织由北京、上海、广东、四川、福建、湖北、江苏、重庆、河北等9省市近百名工商执法人员对微软公司在中国大陆的四个经营场所，即微软（中国）有限公司以及上海、广州、成都分公司进行了反垄断突击检查。
针对中国国家工商总局的反垄断突击检查，微软(中国)有限公司7月30日发表声明称，微软始终如一遵守并符合中国法律法规，会积极解答政府部门可能有的疑问。
2016年1月5日，中国国家工商总局专案组再次对微软公司、微软大中华区有关负责人进行反垄断询问调查，但微软没有作出回应。

## 对消费者失信

### OneDrive
2014年9月23日，微软宣布将自家旗下的网络硬盘OneDrive的免费用户永久存储空间上调至15GB，如果用户使用OneDrive备份照片则可再获得15GB奖励 (線上照片納入OneDrive 5GB)。
2014年10月28日，微软宣布为所有Office 365订阅用户提供无限云存储服务。
然而，在2015年11月3日，又宣布因为部分用户存在滥用问题，在2016年取消为Office 365订阅用户提供无限云存储服务的计划。
Office 365订阅用户的云存储空间，将变为1TB；免费用户的云存储空间（包括先前的老用户奖励和上传照片奖励的空间）一律降低至5GB；随后宣布，将为在2016年1月1日起仍然使用了超过5GB云存储的用户，免费提供一年Office 365订阅，或全额退款，作为补偿。
2015年12月12日，在收到累计超过7万用户的抗议后，微软做出妥协。所有在2016年前注册的用户在登錄微软指定的网站登记，登记后就可以保持免费存储容量不变，但没有登记的用户和2015年12月31后新注册的用户，免费空间都会缩减到5GB，Office 365的订阅用户也不能继续保持无限存储空间；部分Office 365用户仍将获得无限容量的OneDrive

### Windows Phone
微软在2014年9月承诺允许所有的Windows Phone 8设备免费升级至Windows 10 Mobile，但在2016年3月17日反悔，宣称只有18台Windows Phone 8.1设备可以升级至Windows 10 Mobile。
参与预览体验计划预先升级至Windows 10 Mobile的设备，一律处于不受支持状态；此举引发了参与预览体验计划的用户和Windows Phone用户的不满。

## 与雅虎的关系
2003年前后，雅虎陆续收购了多家搜索技术服务公司，其中不少曾与微软有过搜索业务合作。
2008年2月，微软试图收购雅虎以扩展其互联网业务。但收购最终并未成功。谈判途中，雅虎签订了一个和Google的搜索业务合作协议，为期十年。
2008年底，微软宣布雅虎掌管搜索业务的高管陸奇即将跳槽加入微软。
2009年7月29日，在陸奇等人的努力下，微软与雅虎宣布签署一份为期十年的搜索合作协议。
雅虎被授权使用搜索的核心技术，而两家公司共享广告业务带来的利润，具有排他性。
在该协议中，雅虎将其全部的搜索技术提供给微软，并转而使用微软的搜索和搜索广告结果。
雅虎从此在搜索业务上只专注于销售，以及保留一个非常小的技术团队与微软对接。双方约定该协议在5年后，根据一定条件可以重新修订。
2015年，微软与雅虎的搜索合作协议遭到修订。雅虎被允许使用自己的搜索技术，以及与微软以外的搜索服务商在一定程度上进行商业合作

## 商标问题
2009年7月31日，Laptop在新闻稿中表示它将会就Bing的商标问题申请法律控诉。他们认为Bing可能会导致市场的混乱，因为Bing和他们的产品BongoBing都属于線上搜尋这一领域。
軟體公司TeraByte Unlimited有一个名为BootIt Next Generation的产品，其简称为BING，该公司也以类似的理由发起诉讼。一家位于密苏里州的设计公司Bing！資訊設計也有类似的做法。
微软认为，这些行为毫无价值，因为他們于2009年3月向美国联邦发起申请后，这些公司才开始申请。

## 网络审查
微软为了满足中国政府的审查要求，在中国大陆的用户使用简体中文的Microsoft Bing进行搜索时，其内容均会受到审查。
Google退出中国后，微软也没有停止对简体中文实行审查的意愿。无论用户身在何处，只要他们使用简体中文的Bing搜索，其结果都会遭到审查。
的中國版（cn.bing.com）伺服器设在中國境內，搜索结果会进行内容审查。但在中國大陆使用国际版（bing.com）也无法避开中國政府的审查，输入简体敏感词时也存在内容过滤的问题。

### 相關事項
自2014年8月21日起，中国用户使用国际版时，會被强制重定向至中国版（cn.bing.com）；使用加密的国际版时，会显示Error404。對此事，微软未有任何回应。

#### 無法使用
2017年上半年开始，中国大陆用户访问全球版global.bing.com时被强制重定向至接受中国政府审查的cn.bing.com，後者的首页也删除了相关链接。但下半旬，Bing再次改动了中国版的首页，它在搜索栏顶上附上了“国际版”和“国内版”的切换链接。
不过，这个“国际版”仍然在中国cn.bing.com下运行，受到审查，英语搜索结果排名亦受到操控，会着重显示来自中国官媒—如新华网、中国日报等的内容。
中国大陆以外的用户访问cn.bing.com会被重定向到www.bing.com，搜索结果不受中国政府的审查。
东八区时间2019年1月23日下午，据报中国大陆用户无法直接访问必应，部分网民登入需使用VPN，怀疑受到DNS污染；但其子域名及备用域名暂未受影响。

同日，上海报业集团旗下的新聞报道稱其：
“得到必应相关人员证实，由于百度流量冲向必应，必应搜索暂时无法使用，目前还未恢复。必应已经组织人员修复。”
但随后不久就自其网站删除了这一则消息。
东八区时间24日上午，日本經濟新聞旗下的金融時報及其中文网称“消息人士”证实必应被屏蔽是政府的命令。
北京时间2019年1月24日晚9时，必应在中国大陆大部分地区恢复正常访问。

#### 内容屏蔽
2021年6月5日，路透社报道称，在六四事件三十二周年当天周五，来自美国、新加坡、德国等地用户通报，在Bing键入关键字“坦克人”(Tank man)，无论是在视频或图片搜寻功能中都无法找到坦克人照片；微软因此被质疑实施内容审查，在六四当天屏蔽坦克人。
微软公司周五回应称这是“人为失误”，正在积极解决问题。在微软承认问题的数小时后，在Bing中搜寻“坦克人”仍只显示其他国家的坦克照片。微软并没有详细说明这个人为错误是什么，或是它如何发生的。

#### 暫停搜索自動建議功能
2021年12月15日，根據中華人民共和國法律，Bing在中國內地暫停 “搜索自動建議” 功能 30 天。
2021年12月16日，根據部分網民反饋，其服務在中国大陆部分地区已无法正常访问 。
2021年12月18日12时，Bing搜索引擎在中國大陸基本恢復正常。
2022年1月，Microsoft Bing在中國大陸的搜索建議功能恢復。
2022年3月19日，Microsoft Bing的搜索建議功能在中國內地暫時關閉七天，這是繼2021年12月15日暫時關閉3個月以後，再次出現關閉的情況，
2022年3月26日，Microsoft Bing的搜索建議功能恢復。

#### 其他
2023年8月19日，微软社区网友LiCaoZ（非 Microsoft 员工）发文称，自8月19日11时起，包括必应搜索在内的部分Microsoft服务受到了部分地区中国移动省份网关屏蔽，流向Microsoft数据中心节点的数据包会在经过省份网关时被丢弃，此文章被IT之家引用。
但在2023年8月19日，Microsoft员工Meibo Zhang 2046在此贴文中称这个不是微软官方的公告，涉及到重要信息，请尽快删除此文章，目前此贴文内容已经删除，并锁定了此会话，不能回复此会话，随后再访问该社区链接会显示拒绝访问。

## 雙胞案
此前，台灣版Bing搜尋共有兩處，一為台灣微軟所架設的繽紛搜尋；另則是全球微軟在推的台灣版。前者延續MSN的花俏華麗介面，且除了搜尋框之外，更有各式的分類索引與導覽，類似一個入口網站；後者則仿效Google的簡潔介面。
根據台灣微軟的說法，Bing「繽紛搜尋」是台灣微軟投入大量資源進行在地化開發的成果，智慧分類介面讓使用者更容易找到所需要的資訊。
這項新功能讓繽紛搜尋與其他競爭對手（Google及Yahoo等）有很大的不同，這樣的設計使繽紛搜尋可以達到讓使用者獲得「五彩繽紛」又便利的搜尋結果。
針對雙胞案對用戶可能造成的不便，當時台灣微軟也承諾未來將進一步予以整合，但必須等到官方版功能到位後，再視市場需求決定整合方案。現今这两者已經合併。

## 中国桌面搜索引擎市场份额争议
2023年5月22日，根據StatCounter的数据显示，2023年4月，微软必应搜索在中国内地桌面搜索市场份额达到37.4%，並取代百度成为中国第一大桌面搜索引擎，但因为中国互联网大量网站 / App 并不开放接口，统计不到，所以这个数据在中国被质疑。
一位百度搜索竞品公司人士称这个数据不准确，这家网站抓取的样本范围可以定向优化，抓取的逻辑和行为有漏洞。
国内数据调研机构艾媒咨询CEO张毅告诉记者，由于微软浏览器Edge内置了Bing，带动了一部分Bing用户；不过据他了解，国内更多人是用Edge打开的百度，因此他对statcounter数据的科学性有所担心。
微博认证为逐鹿网创始人的网友 @阑夕认为，Statcounter 的数据采样很长一段时间来都是失真的，比如它统计出中国移动端搜索份额排名第二、高达 31% 的产品是 Yandex；它统计的中国 PC 端社交媒体的市场份额，Pinterest 是微博的 10 倍以上，该网友认为，StatCounter 压根就没有多少中国境内的流量数据，基本上没有被引用的价值。

Statcounter 首席执行官 Aodhan 回应称，
“搜索引擎中国份额统计存在异常，我们正在调查。”

## AI争议
2023年2月17日，纽约时报的发表了一篇名为《人格分裂、疯狂示爱：一个令人不安的微软机器人》的文章，科技专栏作者凯文·罗斯发布这篇长文称，他与ChatGPT版必应进行了长时间对话。
必应告诉他，它想成为人类，并透露了一个它声称“没有告诉任何人”的秘密：它的名字实际上是“辛迪妮”。
不断对罗斯示爱，说“我想和你在一起”，并给他发了“心心眼”表情符号。
2023年2月18日，微软将聊天体验的上限为每天50次对话，每轮5次对话，一次对话包含用户的提问和必应的回复。
中国大陆媒体IT之家在2023年7月11日发表文章称有Reddit用户发帖认为微软严苛限制了必应聊天（Bing Chat）的“创造力”模式，其回答内容已没有太大的创造力，最终选择弃用该平台。

## 搜索能力争议
2023年11月23日，媒体报道称有用户使用微软必应引擎搜索“澳大利亚存在吗（does australia exist）”这一问题时，必应会给出“澳大利亚不存在”的回应。

### 相关媒体
- Gartner: Windows collapsing under own weight （页面存档备份，存于）